# Bódi Ádám
Bódi Ádám (Nyíregyháza, 1990. október 18. –) magyar válogatott labdarúgó középpályás.
Háromszoros magyar bajnok, szintén háromszor nyert magyar kupát, illetve egyszer ligakupát, és kétszer hódította el a szuperkupát.

## Pályafutása

### Klubcsapatokban

#### A DVSC második csapatában
A DVSC csapatában kezdett el foglalkozni a labdarúgással. Miután végigjárta a Loki korosztályos csapatait, a felnőtt klub második számú csapatához került, amely a másodosztályban szerepelt.
Az NB II-ben 2008. augusztus 9-én debütált, a Cegléd ellen. A 3–2-es debreceni sikerrel végződő találkozón, csereként beállva összesen nyolc percet töltött  a pályán. Ám ez a kevés idő is elég volt ahhoz, hogy bevegye a ceglédiek kapuját. Az első szezonja nem sikerült rosszul, mindössze hét bajnokit hagyott ki, ráadásul hat gólt is szerzett. A már említett Cegléd ellenin kívül, gólt lőtt még a Vecsésnek, az MTK második csapatának, a BKV Előrének, az ESMTK-nak, és végül a Cegléd elleni tavasszal rendezendő meccsen is gólt jegyzett. A DEAC végül ezüstérmesként zárt, tizenhét ponttal lemaradva a Ferencvárostól.
A következő szezonja is jól indult. 2009 nyarán a kispadról nézte végig, ahogy a Loki első számú csapata megnyeri a Szuperkupát a Honvéddal szemben. AZ NB II-ben huszonegy bajnokin játszott, és négy gólt rúgott. Góljait a Mezőkövesdnek, a Kazincbarcikának, a Baktalórántházának és a Vácnak lőtte. A 2009/10-es bajnokságot megint ezüstérmesként fejezték be.

#### A DVSC első csapatában
2010. május 4-én debütált Bódi a DVSC első csapatában az NB I-ben. Ekkor végigjátszotta a Vasas elleni mérkőzést. Pár nappal korábban nagy érdeme volt abban, hogy a Loki megnyerje a Ligakupa 2009/10-es kiírását, hiszen a Paks elleni fináléban góllal vette ki a részét a sikerből. Emellett szerepelt a Magyar Kupa döntőjében is, amelyet a Zalaegerszeg ellen nyertek meg.
Bódi a 2010–11-es szezont már az első számú csapat játékosaként kezdte meg. A 2011–2012-es szezonban már meghatározó játékossá nőtte ki magát, több szép gólt is szerzett, a szezon egyik nagy felfedezettje volt.
2015-ben megszerezte élete első nemzetközi kupagólját, a Skonto FK elleni Európa-liga 2. selejtezőkör hazai visszavágóján. Októberében a válogatottban is bemutatkozott. Az idény végén úgy döntött, elhagyja nevelő egyesületét, és a Videotonhoz szerződött.

#### Kazincbarcika
2024. július 16-án a Kazincbarcika együtteséhez igazolt. A 2024–25-ös idényben 29 mérkőzésen 9 gólt szerzett, nagyban hozzájárult, hogy a kék-sárgák feljutottak az NB I-be.

#### Tiszakécske
2025. július 10-én bejelentették, hogy kétéves szerződést írt alá a labdarúgó NB II-ben szereplő Tiszakécskével.

## Sikerei, díjai

### Klubcsapatokkal
Debreceni VSC
- Magyar bajnok (3): 2010, 2012, 2014
- Magyar Kupa-győztes (3): 2010, 2012, 2013
- Ligakupa-győztes (1): 2010
- Magyar-szuperkupa-győztes (2): 2009, 2010
- A HLSZ (Hivatásos Labdarúgók Szervezete) szavazásán az év legjobb utánpótlás korú játékosa: 2012
- A szezon felfedezettje (Hidegkuti Nándor-díj): 2012
- Zilahi-díj: 2019

 Videoton
- Magyar bajnoki ezüstérmes (1): 2017

 Kazincbarcika
- NB II ezüstérmes (1) : 2024–25

## Statisztikái

### A válogatottban
| Magyarország | Magyarország | Magyarország |
| Év           | Mérk.        | Gólok        |
| ------------ | ------------ | ------------ |
| 2015         | 1            | 0            |
| Összesen     | 1            | 0            |

### Mérkőzése a válogatottban
| Magyarország | Magyarország     | Magyarország             | Magyarország | Magyarország | Magyarország | Magyarország | Magyarország | Magyarország |
| #            | Dátum            | Helyszín                 | Hazai        | Eredmény     | Vendég       | Kiírás       | Gólok        | Esemény      |
| ------------ | ---------------- | ------------------------ | ------------ | ------------ | ------------ | ------------ | ------------ | ------------ |
| 1.           | 2015. október 8. | Budapest, Groupama Aréna | Magyarország | 2 – 1        | Feröer       | Eb-selejtező | -            | 46'          |
|              | Összesen         |                          |              | 1            | mérkőzés     |              | 0            | gól          |